# ديك كوكس
ديك كوكس (بالإنجليزية: Dick Cox)‏ هو لاعب كرة قاعدة أمريكي، ولد في 30 سبتمبر 1897 في باسادينا في الولايات المتحدة، وتوفي في 1 يونيو 1966 في مورو باي في الولايات المتحدة.

## وصلات خارجية
- ديك كوكس على موقعبيزبول رفرنس.كوم (الدوري الرئيسي) (الإنجليزية)
- ديك كوكس على موقعبيزبول رفرنس.كوم (الدوري الثانوي) (الإنجليزية)